# Baxterprent
Een Baxterprent is een prent die is gedrukt volgens een in 1836 gepatenteerd, door de Engelsman George Baxter gevonden drukprocedé. Een combinatie van chromoxylografie en aquatint. Een fijne aquatint met vele houtblokjes (meestal meer dan tien), in vlakke kleuren bedrukt. 
Het procedé bedoelde een nabootsing te zijn van schilderijen en miniaturen in olieverf. De prenten zijn tegenwoordig zeldzaam.